# Phnompenh
Phnompenh (khmersky: ភ្នំពេញ Phnum Pénh; správná výslovnost v češtině [pnompen] , původní khmerská výslovnost [pʰnʊm ˈpɨɲ]) je hlavní a největší město Kambodže, politické, hospodářské a kulturní centrum. Díky tradiční khmerské a francouzské architektuře je lákavým turistickým cílem.

## Přírodní podmínky
Město Phnompenh se nachází na soutoku řek Mekong a Tonlesap v kambodžské provincii Kandal, na hladině Mekongu leží také nejnižší bod města, který leží v nadmořské výšce 8 m, nejvyšší bod se nachází ve výšce 25 m, průměrná nadmořská výška sídla se pak pohybuje okolo 12 m.
Podnebí je po většinu roku horké a vlhké, v lednu se průměrná teplota pohybuje okolo 26 °C, v červenci pak okolo 27 °C. V lednu spadne průměrně pouze 5 mm srážek, v červenci 170 mm, nejdeštivější je však říjen, kdy spadne průměrně 260 mm srážek.

## Historie města
Phnompenh byl založen v roce 1372. Status hlavního města získalo v roce 1443, kdy sem přenesl hlavní město své říše z Angkoru král Čau Ponchea Jat. Od roku 1525 město o tuto pozici však přišlo, říši totiž ovládli Thajové. V roce 1866 vrátil Phnompenhu status hlavního města Kambodže král Norodom. Během druhé světové války obsadili celou zemi včetně hlavního města Japonci, tím se stát vlastně dostal pod nadvládu dvou zemí – Japonska a Francie. V roce 1945 tato „dvouvláda“ skončila, v srpnu téhož roku vyhlásil princ Norodom Sihanuk nezávislost. O dva měsíce později, 5. října 1945, však Phnompenh dobyli francouzští vojáci, hlavně pak parašutisté, které vedl generál Leclerc, od ledna 1946 se Kambodža opět stala francouzským protektorátem. Pozici hlavního města nezávislé Kambodže získal Phnompenh opět až 9. 11. 1953, zasloužily se o to především neustálé partyzánské boje vlastenců. Další bouřlivý okamžik v historii města a celé země nastal v březnu 1970, když došlo ke státnímu převratu generála Lon Nola, vojenský režim byl o pět let později svržen, jenže k moci se dostal komunistický režim Rudých Khmerů, v jehož čele stanuli Pol Pot a Ieng Sary.
Během vlády Rudých Khmerů bylo veškeré městské obyvatelstvo, více než 2 miliony, vystěhováno na venkov, došlo také ke zrušení peněz, celkem byla v celé zemi vyvražděna přibližně jedna třetina veškeré populace, byly zabity 3 miliony lidí. Přítrž řádění Rudých Khmerů učinila až intervence vojsk komunistického Vietnamu, vietnamská vojska v lednu 1979 obsadila Phnompenh, stáhla se až po deseti letech, v září 1989.

## Zajímavá místa
V Phnompenhu se nachází velká řada zajímavých míst a historických pamětihodností. Velké množství budov je postaveno v národním stylu, jedná se například o Národní muzeum, budovu národního shromáždění, Královský palác či pomník nezávislosti ad. V současnosti zde dochází k budování výškových staveb, jejichž architektura propojuje tradiční khmerské prvky s moderními. Tato výstavba pomalu vytlačuje malé domky ze dřeva, které se nacházejí na předměstích.

## Název města
Město se původně jmenovalo Čakdomukh, toto pojmenování bylo převzato ze sanskrtu, kde výraz čaturmukha znamená čtyři ramena, označoval rozvětvení Mekongu, na němž se město nachází. Současný název města v khmerštině znamená doslova kopec paní Penh. Žena, která se jmenovala Penh, zde totiž podle legendy postavila první osadu a na nedalekém kopci nechala vybudovat chrám na počest všech sošek Buddhy, které byly nalezeny v řece.

## Galerie

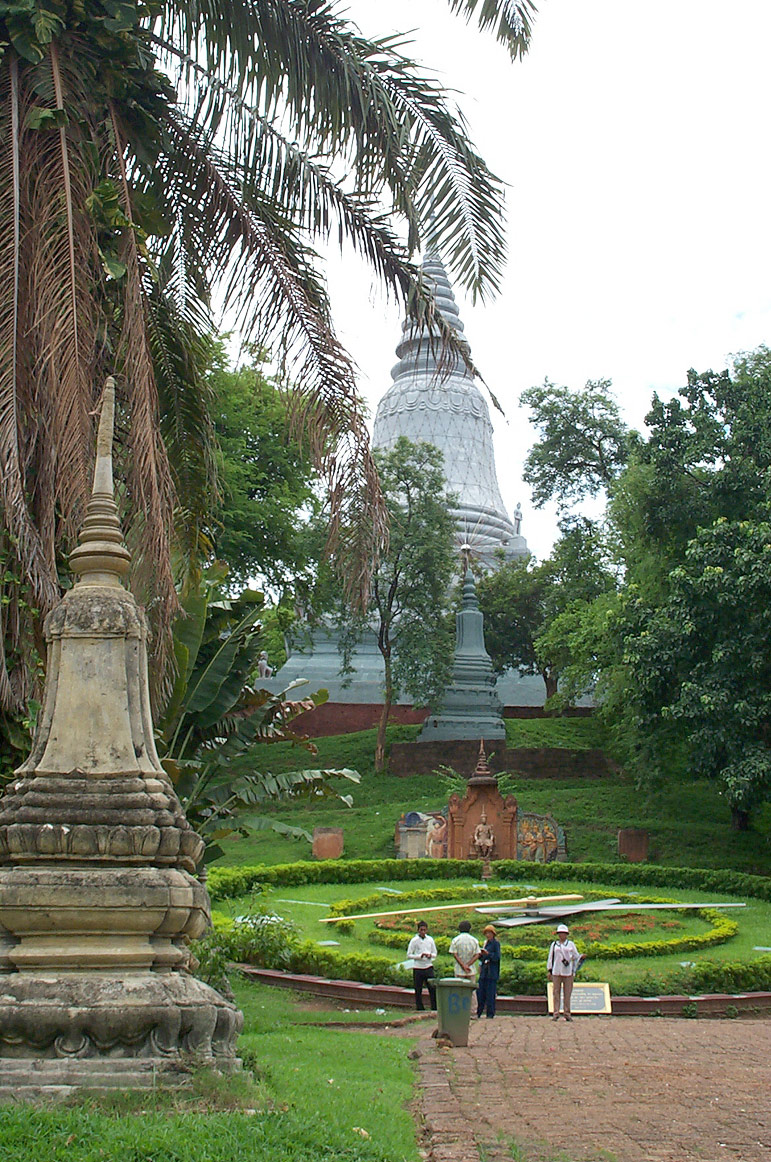
Stúpy ve Wat Phnomu
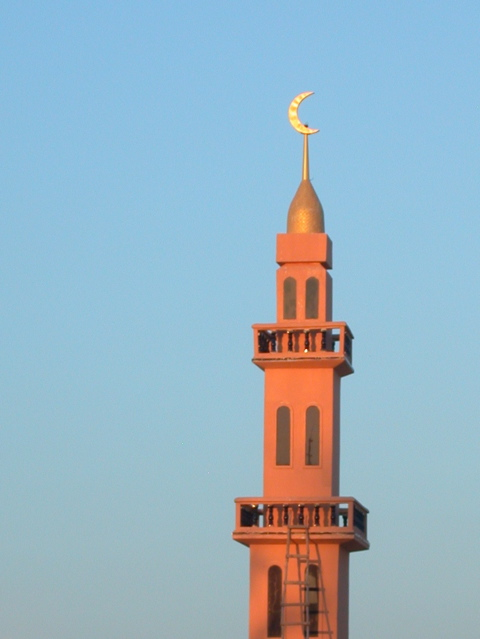
Mešita v Phnompenhu
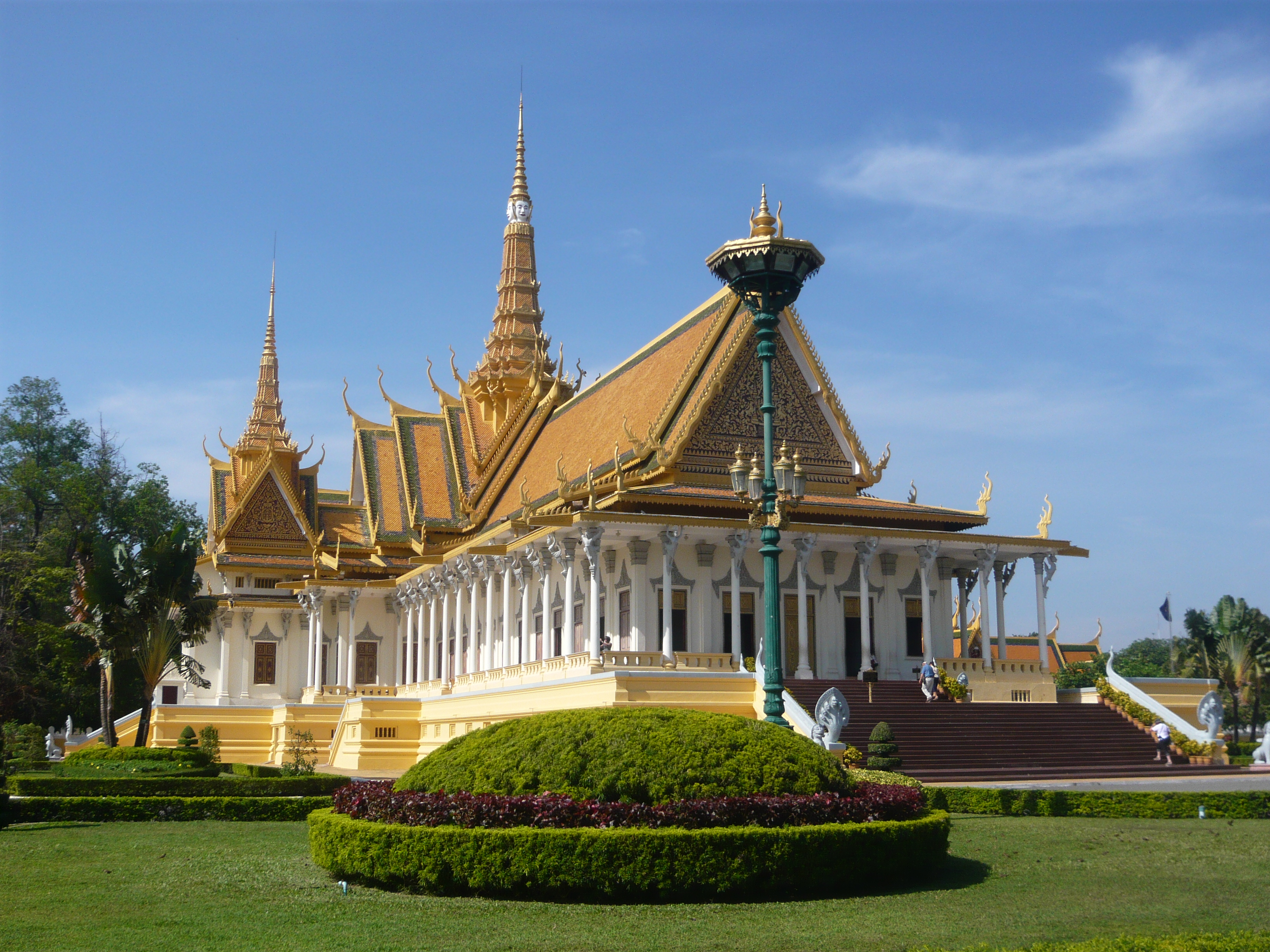
Královský palác

## Partnerská města
- Astana, Kazachstán
- Bangkok, Thajsko
- Barcelona, Španělsko
- Bergen, Norsko
- Bristol, Spojené království
- Can Tho, Vietnam
- Cleveland, USA
- Čchang-ša, Čína
- Hanoj, Vietnam
- Ho Či Minovo Město, Vietnam
- Iloilo City, Filipíny
- Inčchon, Jižní Korea
- Kchun-ming, Čína
- Lam Dong, Vietnam
- Long Beach, USA
- Lowell, USA
- Mandalaj, Myanmar
- Moskva, Rusko
- Providence, USA
- Pusan, Jižní Korea
- Savannakhet, Laos
- Stockholm, Švédsko
- Šanghaj, Čína
- Tchien-ťin, Čína
- Vientiane, Laos